# Central nuclear de Cernavodă

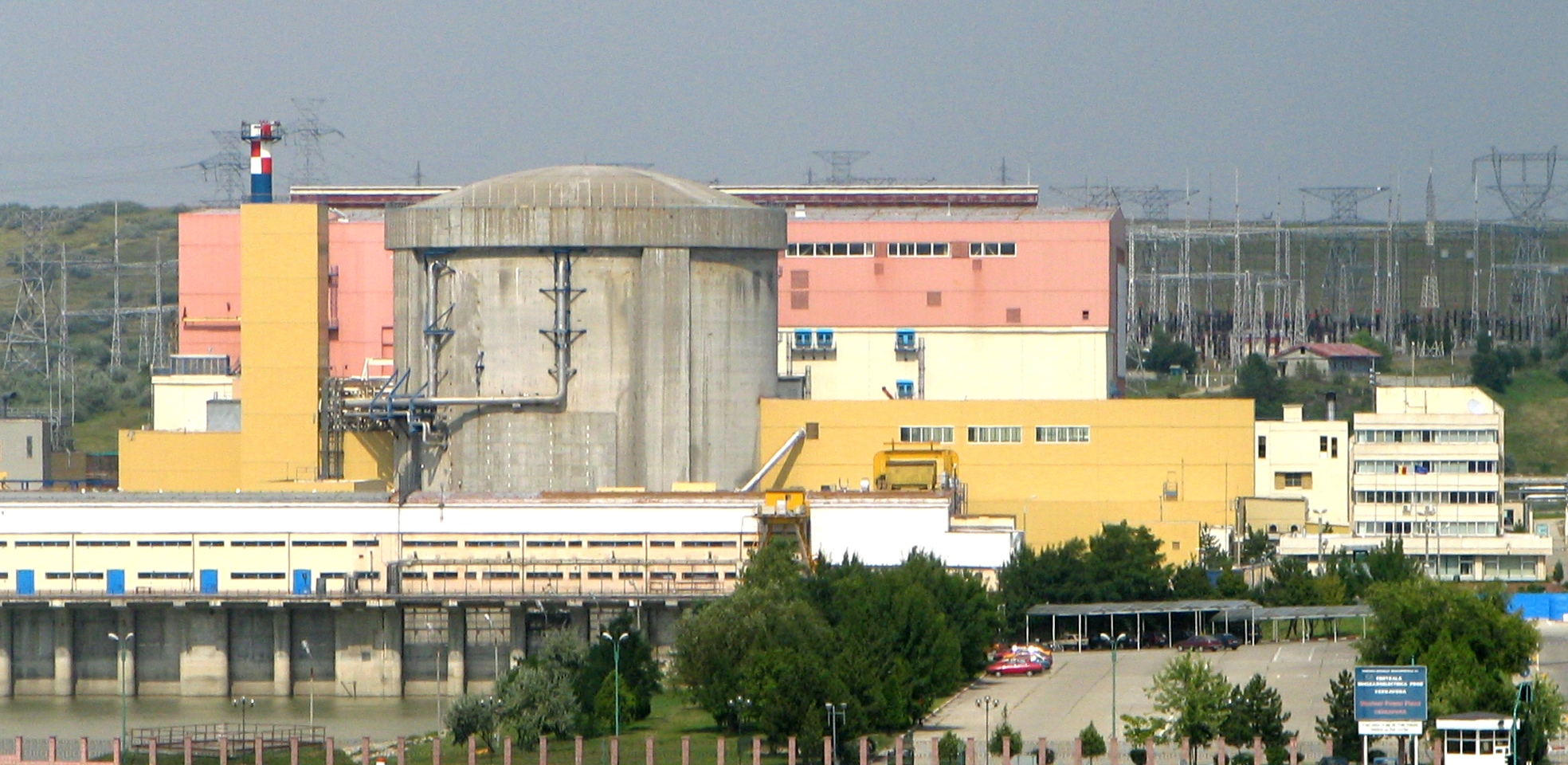
Unitat 1

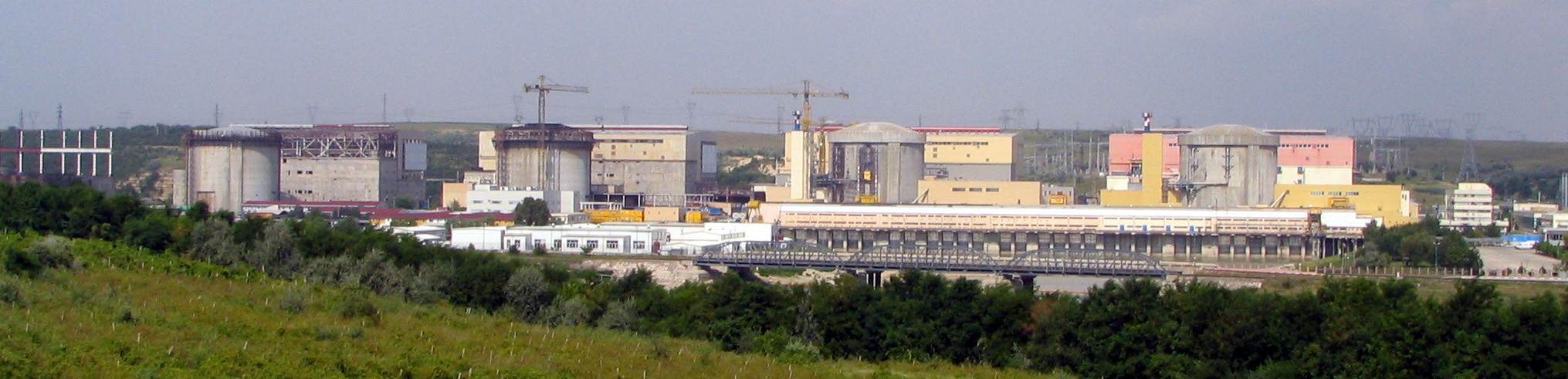
La central nuclear l'any 2006. Aleshores, només la Unitat Un, a l'extrema dreta, estava en funcionament comercial, la unitat dos va entrar en funcionament el 2007

La central nuclear de Cernavodă (en romanès: Centrala Nucleară de la Cernavodă) és l'única central nuclear de Romania. Produeix al voltant del 20% de l'electricitat del país. Utilitza la tecnologia del reactor CANDU d'AECL, utilitzant aigua pesant produïda a Drobeta-Turnu Severin com a moderador de neutrons i com a agent refrigerant. L'aigua del Danubi no s'utilitza per a la refrigeració de la zona activa (combustible nuclear).
El projecte va començar el 1978 i la central elèctrica va ser dissenyada al Canadà per Atomic Energy of Canada Limited als anys vuitanta, i va ser contractada durant l'època comunista. El pla inicial era construir quatre unitats, i programar la seva posada en marxa a partir de 1985. El dictador Ceaușescu va malinterpretar el pla i va esmentar cinc unitats en un discurs públic; per por d'ell es va començar a treballar a la unitat cinc. Això va fer que les unitats 1 a 4 estiguessin en una línia ordenada i la unitat 5 desplaçada. Les unitats 1 i 2 estan actualment en funcionament. Al mateix lloc hi ha tres reactors CANDU parcialment acabats més, que formen part d'un projecte interromput a la caiguda del règim Ceaușescu, el seu treball s'ha aturat des de l'1 de desembre de 1990.
CNE-INVEST és responsable de la preservació de les unitats 3-5.

## Reactors

### Unitat 1
La unitat 1, un tipus CANDU 6, es va acabar l'any 1996 i produeix 705,6 MW d'electricitat. La seva posada en marxa programada, però, hauria estat cap al 1985, si no hagués estat pels factors econòmics del moment.
Es va posar en marxa i va començar a funcionar a plena potència l'any 1996 i ha tingut factors de capacitat rècord del 90 per cent des del 2005.
El 2019 avançava la planificació d'un pla de modernització per a 30 anys de vida de la planta, que portarà a terme Korea Hydro & Nuclear Power, que té experiència en la modernització de CANDU a Wolseong. S'espera una interrupció de la reforma a partir de desembre de 2026 i desembre de 2028.

### Unitat 2
L'any 2003 es va contractar un consorci d'AECL i Ansaldo Nucleare d'Itàlia, juntament amb Nuclearelectrica (SNN) SA, l'empresa d'utilitat pública nuclear de Romania, per gestionar la construcció de la central elèctrica de la Unitat 2 parcialment acabada i posar-la en servei.
Quatre anys més tard, la Unitat 2, un altre CANDU de 6 reactors, va assolir la criticitat el 6 de maig de 2007 i es va connectar a la xarxa nacional el 7 d'agost. Va començar a funcionar a plena capacitat el 12 de setembre de 2007, també produint 706 MW.
La unitat 2 es va encarregar oficialment el divendres 5 d'octubre de 2007 durant les cerimònies a les quals van assistir el primer ministre romanès Călin Popescu-Tăriceanu i alts funcionaris d'Atomic Energy of Canada Limited (AECL). Això fa que CNE-Estació de Cernavoda sigui el tercer productor d'energia del país.

### Expansió futura

#### Unitats 3 i 4
S'esperava que les unitats 3 i 4 fossin reactors CANDU 6 amb un disseny similar a la unitat 2 i tindran cadascuna una capacitat de 720 MW. Es calcula que el projecte durarà fins a sis anys després de la signatura dels contractes.
En un estudi de viabilitat realitzat per Deloitte i Touche, l'escenari econòmicament més viable seria construir les dues fases alhora, amb un cost estimat en 2.300 milions d'euros.
El 20 de novembre de 2008, Nuclearelectrica, ArcelorMittal, ČEZ, GDF Suez, Enel, Iberdrola i RWE van acordar constituir una societat mixta dedicada a la finalització, posada en funcionament i explotació de les unitats 3 i 4. L'empresa anomenada Energonuclear es va registrar el març de 2009.
El 20 de gener de 2011, GDF Suez, Iberdrola i RWE es van retirar del projecte, després de ČEZ que ja havia marxat el 2010, citant "Les incerteses econòmiques i relacionades amb el mercat al voltant d'aquest projecte, relacionades en gran part amb la crisi financera actual, no són conciliable ara amb els requisits de capital d'un nou projecte nuclear". Això va deixar Nuclearelectrica amb una gran participació majoritària en el projecte, i va provocar la recerca d'altres inversors. El novembre de 2013, China General Nuclear Power Corp. (CGN) va signar un acord per invertir en el projecte a nivell no revelat. Poc després, AcelorMittal i Enel van anunciar plans per vendre les seves participacions.
El 2016 el govern romanès va donar suport a la creació d'una empresa conjunta liderada per China General Nuclear (CGN) per avançar en el projecte. El novembre de 2015 Nuclearelectrica i CGN van signar un memoràndum d'entesa pel que fa a la construcció, explotació i desmantellament de Cernavoda 3 i 4. Tanmateix, el gener de 2020 el govern romanès va decidir abandonar la proposta.
L'octubre de 2020, es van llançar nous plans amb la cooperació dels EUA, el Canadà i França.

#### Unitat 5
Actualment no hi ha plans per completar la unitat 5 en aquest moment. No obstant això, la possibilitat d'acabar la construcció continua.

## Incidències
- L'estiu del 2003, l'únic reactor en funcionament d'aleshores va haver de ser tancat, per manca d'aigua de refrigeració. Es va tornar a posar en línia després d'aproximadament 2-3 mesos.
- El 8 d'abril de 2009, el segon reactor de la central nuclear romanesa de Cernavodă es va tancar a causa d'un mal funcionament que va provocar talls elèctrics.[16]
- El 30 de maig de 2009, la unitat 1 de la central nuclear romanesa de Cernavodă es va tancar després d'una esquerda a la canonada d'aigua. La segona unitat de la central nuclear de Cernavodă estava sotmesa a una revisió, de manera que no produïa cap electricitat.[17]
- El 16 de gener de 2010, la primera unitat es va tancar a causa d'una fuita de vapor.[18]